# Поклонението на влъхвите (Ботичели)
Поклонението на влъхвите (на италиански: Adorazione dei Magi) е картина на известния италиански художник от епохата на Куатроченто Сандро Ботичели. Изложена е в Галерия „Уфици“ във Флоренция. 
Картината е поръчана на Ботичели от търговския брокер от гилдията на обменителите на пари Гаспаре ди Дзаноби дел Лама за неговата капела в църквата „Санта Мария Новела“ във Флоренция.
В тази многофигурна композиция Ботичели представя в образа на влъхвите, поклоняващи се на Младенеца, членовете на семейство Медичи и приближените до тях, към които се числи и самият художник. Сред руините на Древния Рим, символизиращи края на стария свят и началото на новия християнски свят, стои Мадоната. Тя държи на коленете си Младенеца, а до тях стои Йосиф, който гледа умилително новороденото. Като влъхви са изобразени Козимо Стари, неговите двамата сина – Пиеро (в средата, коленичилия с червената мантия) и Джовани, както и двамата му внука Лоренцо и Джулиано.
По времето, когато е рисувана картината, четиримата Медичи, освен Лоренцо, са мъртви, а Флоренция е управлявана от Лоренцо Великолепни. Ботичели е нарисувал и себе си – това е човекът с жълтата мантия, гледащ към зрителя.
На картината е изобразен и поръчителят на картината – човекът с бялата коса и светлосиня мантия, който стои вдясно на картината и чиято ръка сочи към зрителите.